# Sociedad Deportiva Eibar 2021-2022
Questa voce raccoglie le informazioni riguardanti la Sociedad Deportiva Eibar nelle competizioni ufficiali della stagione 2021-2022.

## Maglie e sponsor
| Casa | Trasferta | Terza maglia |

Sponsor ufficiale: Avìa
Fornitore tecnico: Joma

## Organico

### Rosa
Aggiornata al 29 maggio 2022.
| N. |                       | Ruolo | Calciatore         |
| -- | --------------------- | ----- | ------------------ |
| 1  | Spagna (bandiera)     | P     | Ander Cantero      |
| 2  | Argentina (bandiera)  | D     | Esteban Burgos     |
| 3  | Portogallo (bandiera) | D     | Frederico Venâncio |
| 4  | Spagna (bandiera)     | D     | Roberto Correa     |
| 5  | Spagna (bandiera)     | D     | Xabier Etxeita     |
| 6  | Spagna (bandiera)     | C     | Sergio Álvarez     |
| 7  | Spagna (bandiera)     | A     | Quique González    |
| 8  | Spagna (bandiera)     | C     | Óscar Sielva       |
| 9  | Spagna (bandiera)     | A     | Fran Sol           |
| 10 | Spagna (bandiera)     | C     | Edu Expósito       |
| 11 | Argentina (bandiera)  | C     | Franchu            |
| 12 | Spagna (bandiera)     | A     | Fernando Llorente  |
| 13 | Spagna (bandiera)     | P     | Yoel Rodríguez     |

| N. |                      | Ruolo | Calciatore             |
| -- | -------------------- | ----- | ---------------------- |
| 14 | Spagna (bandiera)    | C     | Javier Muñoz           |
| 15 | Spagna (bandiera)    | D     | Álvaro Tejero          |
| 17 | Spagna (bandiera)    | A     | José Corpas            |
| 18 | Spagna (bandiera)    | D     | Toño                   |
| 19 | Spagna (bandiera)    | C     | Stoichkov              |
| 20 | Argentina (bandiera) | A     | Gustavo Blanco Leschuk |
| 21 | Francia (bandiera)   | C     | Yanis Rahmani          |
| 22 | Spagna (bandiera)    | C     | Ager Aketxe            |
| 23 | Spagna (bandiera)    | D     | Anaitz Arbilla         |
| 24 | Spagna (bandiera)    | D     | Cristian Glauder       |
| 25 | Spagna (bandiera)    | D     | Chema                  |
| 33 | Spagna (bandiera)    | C     | Miguel Atienza         |